# Babcia (film)
Babcia (ang. The Grandmother)	– amerykański film krótkometrażowy  z 1970 r. w reżyserii Davida Lyncha.

## Fabuła
Fabuła filmu koncentruje się wokół chłopca, który szukając ucieczki od swoich znęcających się rodziców, hoduje Babcię, roślinę wyrosłą z nasiona znalezionego na strychu.

## Obsada
- Richard White jako Chłopiec
- Dorothy McGinnis jako Babcia
- Virginia Maitland jako Matka
- Robert Chadwick jako Ojciec